# Frataxin
Frataxin (Gen-Name: FXN) ist ein kleines Protein, lokalisiert in den Mitochondrien von Eukaryoten. Bekannt ist, dass das Frataxin bei der Bildung eisenhaltiger und schwefelhaltiger Proteine und beim mitochondrialen Eisentransport eine entscheidende Rolle spielt. Mutationen im FXN-Gen können zu erblichem Frataxinmangel führen.

## Vorkommen
Frataxin findet sich beispielsweise an der inneren Membran der Mitochondrien vor allem im Kleinhirn, in Motoneuronen, Pankreaszellen und Zellen des Herzmuskels, aber auch in CD4-Zellen.
Beim Menschen sind Gendefekte für das Frataxin bekannt (GAA Trinukleotid-Repeat-Expansion), die zu verschiedenen Krankheitsbildern führen (Friedreich-Ataxie). Verminderte Frataxinbildung kann zu einer hohen Eisenkonzentration in den Mitochondrien der Zellen führen, was die Bildung toxisch wirkender freier Radikale fördert. Die Eisenkonzentrationen im Zytoplasma sind dann gleichzeitig erniedrigt. Eine gestörte Frataxinbildung führt zu einer Störung des mitochondrialen Energiestoffwechsels.

## Bekannte Krankheiten, die auf eine Störung der Frataxinbildung zurückgehen
- Friedreich-Ataxie: Die Friedreich-Ataxie ist eine autosomal-rezessiv vererbte Krankheit.
- Die Frataxin-bedingte Kardiomyopathie: die myokardiale Siderose bei Friedreich'scher Ataxie. Eisen akkumuliert in den Mitochondrien von Herzmuskelzellen (Myokard) und bewirkt eine Veränderung des Energiestoffwechsels.
- Typ-2-Diabetes mellitus (sog. Altersdiabetes). Ein Frataxinmangel in Pankreaszellen steht offenbar in einem Zusammenhang mit der Entstehung des Altersdiabetes.[6]